# The Ultimate Kansas
The Ultimate Kansas è la quarta raccolta della band Kansas. È stato originariamente pubblicato nel 2002, e si concentra esclusivamente sul loro primo periodo, dal loro album di debutto nel 1974, fino a includere Drastic Measures nel 1983.

## Tracce

### Disco 1
1. "Carry On Wayward Son" (Kerry Livgren) – 5:22
2. "Song for America" (Livgren) – 10:01
3. "The Wall" (Livgren, Steve Walsh) – 4:48
4. "Lonely Street" (Phil Ehart, Dave Hope, Walsh, Rich Williams) – 5:42
5. "Journey from Mariabronn" (Livgren, Walsh) – 7:57
6. "Child of Innocence" (Livgren) – 4:31
7. "Mysteries and Mayhem" (Livgren, Walsh) – 4:11
8. "The Pinnacle" (Livgren) – 9:35
9. "Bringing It Back" (J.J. Cale) – 3:34
10. "Down the Road" (Livgren, Walsh) – 3:44
11. "What's on My Mind" (Livgren) – 3:25
12. "Death of Mother Nature Suite" (Livgren) – 7:52

### Disco 2
1. "Point of Know Return" (Ehart, Robby Steinhardt, Walsh) – 3:12
2. "Cheyenne Anthem" (Livgren) – 6:53
3. "Fight Fire with Fire" (Dino Elefante, John Elefante) – 3:42
4. "Dust in the Wind" (Livgren) – 3:27
5. "Hold On" (Livgren) – 3:51
6. "No One Together" (Livgren) – 6:58
7. "Play the Game Tonight" (Ehart, Danny Flower, Rob Frazier, Livgren, Williams) – 3:27
8. "Closet Chronicles" (Walsh, Livgren) – 6:28
9. "Sparks of the Tempest" (Livgren, Walsh) – 4:12
10. "Portrait (He Knew)" (Livgren, Walsh) – 4:31
11. "On the Other Side" (Livgren) – 6:24
12. "People of the South Wind" (Livgren) – 3:36
13. "A Glimpse of Home" (Livgren) – 6:34
14. "Magnum Opus (Live)" (Ehart, Hope, Livgren, Steinhardt, Walsh, Williams) – 8:57

### Disco 3
1. "Can I Tell You" (Ehart, Hope, Walsh, Williams) - 3:32
2. "Lamplight Symphony" (Livgren) - 8:15
3. "Miracles Out of Nowhere" (Livgren) - 6:27
4. "Questions of My Childhood" (Livgren, Walsh) - 3:37
5. "Paradox" (Livgren, Walsh) - 3:51
6. "The Spider" (Walsh) - 2:07
7. "Got to Rock On" (Walsh) - 3:21